# Houghton (Michigan)
Pour les articles homonymes, voir Houghton.
Houghton est une ville située dans l’État américain du Michigan. Elle est le siège du comté de Houghton. Selon le recensement de 2000, sa population est de 7 010 habitants.

## Personnalité liées à la communauté
- Avis DeVoto (1904-1989), journaliste américaine ;
- Eugene Parker (1927-2022), astrophysicien américain.